# Alberto Camacho Leyva
Alberto Camacho Leyva () fue un militar e ingeniero industrial colombiano. Fue Oficial del Ejército Nacional de Colombia.
Camacho fue director de Indumil de 1974 a 1978, (empresa del estado colombiano cuya misión es la fabricación, exportación y comercialización de armas, municiones, explosivos y accesorios de voladura, diseñados para cubrir las necesidades de sectores claves para el país y su economía como defensa, seguridad, infraestructura vial, minería y construcción.

## Familia

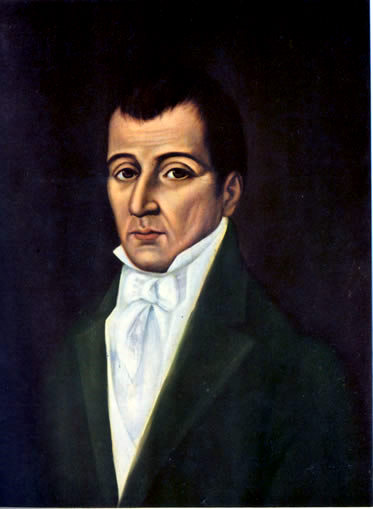
José Joaquín Camacho, tío tatarabuelo de Alberto.

Alberto Camacho Leyva es miembro de la aristocracia bogotana y tunjana, perteneciendo a las familias Camacho y Leyva, ambas vinculadas al Partido Conservador Colombiano, a las fuerzas militares y los centros de poder de su país.
Camacho es parte de una influyente familia de militares colombianos.
Sus padres son el abogado Alberto Camacho Torrijos y Rosa Leyva Camacho, quien era sobrina de Alberto, siendo el segundo de 10 hijos; eran sus hermanos Ernesto, Alfonso, Bernardo, Jorge, Luis, Beatriz, Jaime, Cecilia, Elvira y Leonor Camacho Leyva.
Su padre estaba emparentado con el educador colombiano José María Torrijos Rada, quien fue el padre del expresidente de Panamá, Omar Torrijos Herrera. Así mismo era sobrino bisnieto del político y abogado José Joaquín Camacho y Rodríguez de Lago, triunviro presidente de la Nueva Granada, de 1814 a 1815; la sobrina de Joaquín, Juana Martínez y Camacho (tía abuela de su padre) se casó con Antonio Ricaurte Lozano, primo a su vez del expresidente Jorge Tadeo Lozano.
Su madre, además de ser sobrina de su padre, era tataranieta de Luis Caycedo y Flórez (exalcalde de Bogotá), hermano del sacerdote católico Fernando Caycedo Flórez y padre del expresidente Domingo y su hermano el exalcalde de Bogotá Fernando Caycedo y Sanz de Santamaría, cuyo cuñado, José Luciano D'Elhuyar y Bastida fue prócer de la independencia de Colombia.

### Líneas colaterales (sus hermanos)
Su hermano Bernardo fue oficial de la Policía de Colombia, llegando al grado de general y siendo director de la misma institución de 1965 a 1971; casado con Essy Matamoros D'Costa (hermana del oficial del ejército Gustavo Matamoros), fue padre del dirigente deportivo Enrique Camacho Matamoros (director del equipo de fútbol Millonarios FC desde 2011); Luis Carlos, oficial del ejército se casó con Berta Quintero Rodríguez y llegó a ser comandante de las Fuerzas Militares y ministro de defensa del presidente Julio César Turbay entre 1978 a 1982. Su hermana Beatriz se casó con su cuñado Gustavo Matamoros, siendo madre del oficial y jinete Gustavo Matamoros Camacho, comandante de las Fuerzas Militares de 2010 a 2011, durante la presidencia de Juan Manuel Santos, nieto del general Gustavo Matamoros León y bisnieto del general Carlos Matamoros Sánchez.

### Matrimonio y descendencia
Alberto contrajo nupcias con la belga Ghislaine Weverberg Robyns, con quien tuvo cinco hijosː Roberto, Ghislaine, Ivonne, Rosa y Javier Camacho Weverberg. Su hijo mayor, Roberto, fue un destacado político del conservatismo, siendo muy cercano a la familia Gómez (en especial a Álvaro Gómez Hurtado), y luego fue congresista del partido laureanista Movimiento de Salvación Nacional. Camacho murió en un accidente de helicóptero en 2005.